# Jack Wills
Jack Wills é uma marca de vestuário britânica fundada por Peter Williams e Robert Shaw em 1999.

## História
Williams tinha 23 anos quando abriu a primeira loja em Fore Street. A segunda loja foi inaugurada em Fulham, Londres, mas foi invadida e então fechada. Posteriormente uma outra loja foi aberta em Aldeburgh, Suffolk, e à medida que o negócio crescia, lojas Jack Wills foram abertas em lugares com universidades ou escolas particulares, como Eton, Oxford, Winchester e St Andrews.
Atualmente a marca é parcialmente propriedade da Jack Wills Ltd, uma empresa privada limitada registrada no Reino Unido, enquanto uma participação de 27% é detida pela empresa Inflexion após um acordo de investimento em 2007. Em 2011, a empresa foi avaliada em £140 milhões, dos quais os co-fundadores Williams e Shaw detêm uma participação de 52% e 21%, respectivamente.
No final de 2009, a Jack Wills lançou o site Jack Wills Outlet. A loja on-line funciona como um meio para um "número limitado da comunidade Jack Wills" comprar roupas das últimas temporadas a um preço com até 75% de desconto. Em maio de 2013, Williams anunciou que estava deixando o cargo de CEO para se tornar diretor não-executivo. Então o ex-diretor de marketing da Vodafone, Wendy Becker, foi nomeado CEO logo depois.
Em fevereiro de 2014, foi anunciado que o designer de moda Richard Nicoll tornaria-se o diretor criativo da Jack Wills, para entrar em vigor na Primavera 2015. A partir de 2015, Williams foi reintegrado CEO após a saída de Becker. Richard Nicoll também saiu amigavelmente da companhia no outono de 2015. Em outubro de 2016, Williams e a firma BlueGem tornaram-se os co-proprietários, depois que o investidor de longa data Inflexion saiu após nove anos. Williams possui 52% da empresa.

## Lojas

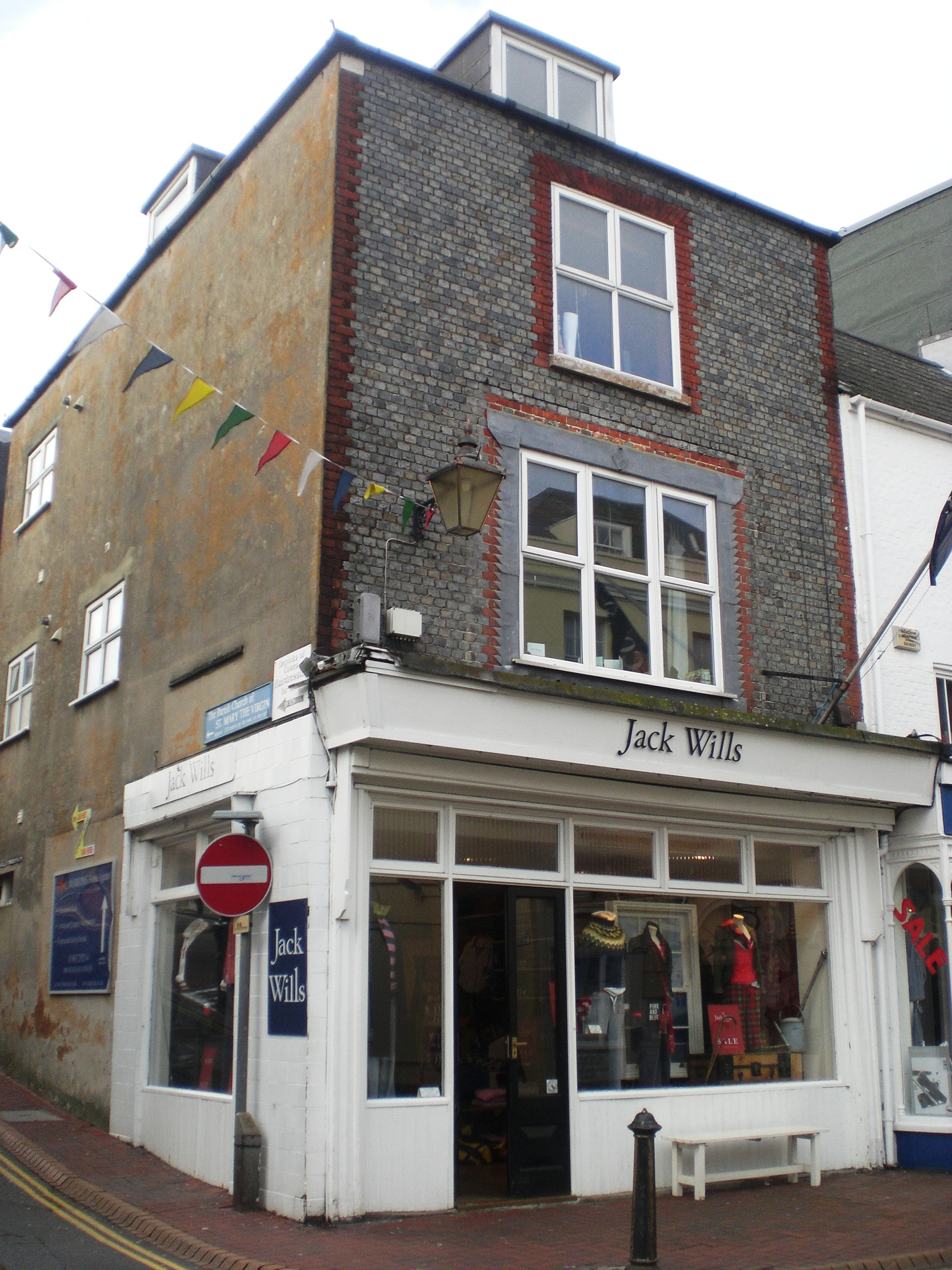
Loja Jack Wills em Cowes na ilha de Wight.

Desde a primeira loja aberta em Salcombe, as lojas Jack Wills abriram em todo o Reino Unido e internacionalmente. Em setembro de 2016 existem aproximadamente 70 lojas no Reino Unido, incluindo oito em Londres, quatro na Escócia, duas no País de Gales, duas nas Ilhas Anglo-Normandas e uma na Irlanda do Norte.
A loja mais recente aberta no Reino Unido está em Chelmsford. Em dezembro de 2011, Jack Wills estreou em Hong Kong com o lançamento de duas lojas. Em novembro de 2014, Jack Wills lançou sua primeira loja em Singapura no Raffles City com uma festa de abertura.
A Jack Wills varia do vestuário tradicional britânico, como camisas, jaquetas e roupas casuais: calças e camisas polo. Eles também lançam produtos premium a cada temporada como parte da coleção 'Fabulously British' que são feitos em fábricas em todo o Reino Unido.

## Aubin & Will

Logotipo da Aubin & Wills.

A Aubin & Wills foi lançado pela Jack Wills em setembro de 2008 como uma marca irmã, voltada para clientes com 25 anos ou mais. Em novembro de 2012, a Jack Wills anunciou a decisão de encerrar a marca Aubin e Wills, a fim de se concentrar no crescimento global da marca principal.

### The Aubin Gallery

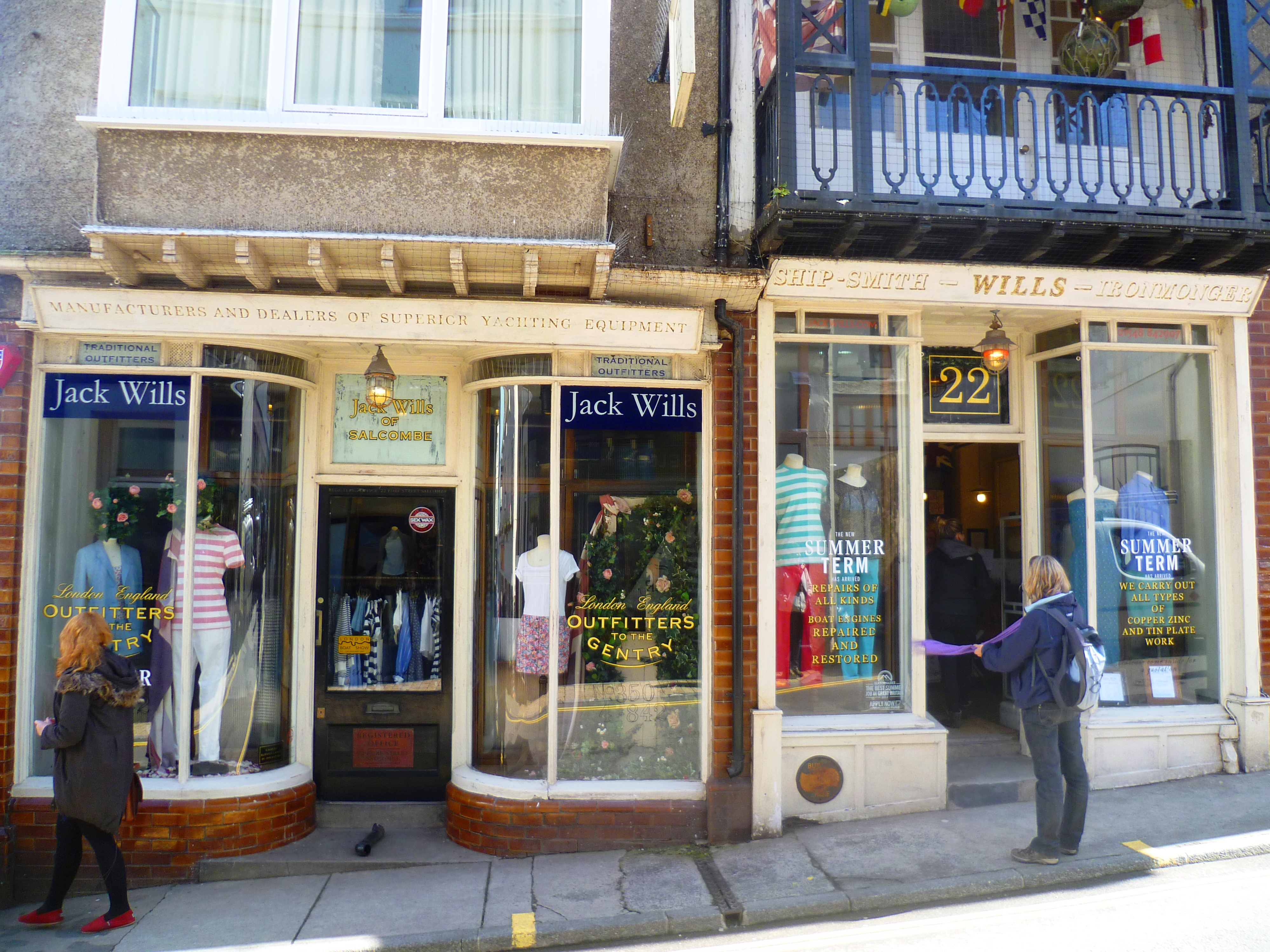
Loja Jack Wills em Salcombe.

Em 20 de maio de 2010, foi lançada a The Aubin Gallery, situada no último andar da loja em Shoreditch em colaboração com o artista e curador britânico Stuart Semple. Sob a direção de Semple, o foco principal da galeria foi fornecer uma plataforma para uma nova geração de artistas e curadores internacionais. Desde 2010, o programa apresentou as obras de Tom Ormond, Piers Secunda, Alana Lake, Alex Bunn, Sarah Maple, Adham Faramawy, James Howard, Yasam Sasmazer e entre outros.